# 9492 Велтман
9492 Велтман (9492 Veltman) — астероїд головного поясу, відкритий 25 березня 1971 року.
Тіссеранів параметр щодо Юпітера — 3,664.
Названо на честь Мартінуса Велтмана (нід. Martinus Veltman, нар.1931) - нідерландського фізика у галузі дослідження елементарних частинок. Лауреат Нобелівської премії з фізики 1999 року разом зі свої учнем Герардом ’т Хоофтом.